# Чемпіонат УСРР з футболу 1931
Чемпіонат УСРР з футболу 1931 — сьомий (серед збірних міст) чемпіонат УСРР з футболу. У турнірі брали участь вісім команд. Чемпіоном УСРР уперше стала збірна міста Києва.
Турнір на першість України з футболу пройшов з 22 травня по 3 червня у рамках Всеукраїнських добиральних змагань на Берлінську Спартакіаду ЧСІ.

## Передумови
Берлінська Спартакіада Червоного Спортивного Інтернаціоналу мала відбутися з 4-го по 30-е липня. З метою добору найсильніших спортсменів були влаштовані Всеукраїнські відбірні змагання, у тому числі першість з футболу:
Для участи в Берлінській Спартакіяді, буде проведено з 15-го до 19 червня всесоюзні і з 1-го до 8 червня всеукраїнські добиральні змагання з легкої атлетики, футболу, тенісу, вельосипеду та плавання за програмою ВРФК СРСР. …з футболу в Харкові — 1-3/VI.
Склад футбольної збірної України для всесоюзного відбору було вирішено визначити шляхом розіграшу короткотривалої першості:
Щоб виявити найкращий склад збірної футбольної команди України, ВРФК України визначив провести розигри за олімпійською системою між 8-ма футбольними кращими колективами України.

## 1/4 фіналу
Чвертьфінальні матчі було проведено 22 травня з роз'їздами (на полях команд, вказаних першими). У Дніпропетровську зустрілися збірні господарів та Києва:
З 1-го тайму про остаточну перемогу тієї чи тієї команди судити було неможливо. …На останніх 25 хвилинах Києву щастить забити першого м'яча в ворота Дніпропетровського, і моментально гра прибирає зовсім іншу картину. …З цієї хвилина гра вже втратила будь-який інтерес. …Число м'ячів все збільшувалося і до фінального свистка судді наслідок матча став 4:0 на користь Києва.
Другу чвертьфінальну пару склали Сталіне та Харків:
Голубий Харків та червоне Сталіне змагаються. Почувається, що червоні не лише є господарі поля, але й самої гри. Захопленню глядачів не було меж, особливо тоді, коли червоні з лівої півсередини провели підряд у ворота голубих 2 м'ячі, і, надхнені явною перемогою, вони не дають розігратися голубим. Лише останні хвилини гри приводять Харків до перемоги, який за останні 14 хвилин провів 5 м'ячів. Кінцем гри зафіксовано перемогу Харкова 6:2.
В третій парі виявити переможця в основний час не вдалося, через що були призначені два додаткових тайми:
Сили команд до того рівні, що визначити переможця немає можливости. Обидва хавтайми наслідків не дають і доводиться грати додаткові тайми по 15 хвилин. У першому ж таймі наслідок визначається на користь Кадіївки, що провела в ворота супротивника 2 м'ячі. Горлівцям щастить відквитати лише 1 м'яч. Друга половина гри наслідків не дає.
В четвертій зустрічі цієї стадії зустрілися збірні Миколаєва та Одеси:
Нападение Николаева упорно атакует ворота Одессы, и уже на третьей минуте гости получают первый гол. …Опасный момент, у ворот свалка — и мяч снова в сетке одесситов. Со счётом 2:0 игру ведёт Николаев. После перерыва игра возобновляется сильной атакой Одессы. За 8 минут одесситы успевают забить Николаеву подряд два мяча. …За грубость одесского защитника Николаев бьёт 11-метровый удар. Вратарь Одессы мяч отбивает, но центр николаевской команды Полигенький перехватывает полет мяча и посылает его снова в сетку.
| Дата           | Команда 1       | Рахунок                  | Команда 2 |
| -------------- | --------------- | ------------------------ | --------- |
| 22 травня 1931 | Дніпропетровськ | 0:4 (0:0)                | Київ      |
| 22 травня 1931 | Сталіне         | 2:6 (2:0)                | Харків    |
| 22 травня 1931 | Кадіївка        | 2:1 (0:0, 0:0, 2:1 д.ч.) | Горлівка  |
| 22 травня 1931 | Миколаїв        | 3:2 (2:0)                | Одеса     |

## 1/2 фіналу
Матчі півфінальної стадії (а також фінал першості) відбувалися в Харкові:
У першому матчі зустрінулись команди Києва й Кадіївки. У першому таймі кияни забили єдиного м'яча з одинадцятиметрівки. Лише за останні 20 хвилин другого тайму наслідок матчу розв'язується і гра закінчується з рахунком 3:1 на користь Києва. У другому півфіналі грали Харків — Миколаїв. З перших хвилин яскраво позначається перевага Харкова. У наслідок, перемога за Харковом з рахунком 5:2.
| Дата          | Команда 1 | Рахунок   | Команда 2 |
| ------------- | --------- | --------- | --------- |
| 1 червня 1931 | Київ      | 3:1 (1:0) | Кадіївка  |
| 1 червня 1931 | Харків    | 5:2 (4:0) | Миколаїв  |

## Фінал
Фінальна зустріч відбулася 3 червня і завершилася перемогою Києва:
Розгубленістю харківців та млявістю гри захисників уміло користуються швидкі київляни, і вже на 20-й хвилині перший м'яч — у сітці Харкова. В кінці тайму київляни[н] Вавілов, що вміло вибіг на м'яч, забиває другого м'яча. …Забитий 3-й м'яч закріплює перемогу за Києвом. Востанній раз прикінці харківці переводять гру та забивають м'яча. У наслідок — перемога за командою Києва 3:1. Київляни заслужено виграли цю відповідальну гру, але проте їм слід звернути увагу на технічне удосконалення окремих грачів.
| Дата          | Команда 1 | Рахунок   | Команда 2 |
| ------------- | --------- | --------- | --------- |
| 3 червня 1931 | Харків    | 1:3 (0:2) | Київ      |

Збірна Києва вперше виборола титул Чемпіона УСРР.
Склад Збірної Києва: Ідзковський, Денисов, Весеньєв, Долгов, Піонтковський, Тютчев, Садовський, Коротких, Вавілов, Шульц-Сердюк, Малхасов, Свиридовський.

## Підсумкова таблиця
| М | Команда         | І | В | Н | П | РМ   | О |
| - | --------------- | - | - | - | - | ---- | - |
|   | Київ            | 3 | 3 | 0 | 0 | 10−2 | 6 |
|   | Харків          | 3 | 2 | 0 | 1 | 12−7 | 4 |
|   | Кадіївка        | 2 | 1 | 0 | 1 | 3−4  | 2 |
|   | Миколаїв        | 2 | 1 | 0 | 1 | 5−7  | 2 |
| 5 | Одеса           | 1 | 0 | 0 | 1 | 2−3  | 0 |
| 5 | Горлівка        | 1 | 0 | 0 | 1 | 1−2  | 0 |
| 5 | Сталіне         | 1 | 0 | 0 | 1 | 2−6  | 0 |
| 5 | Дніпропетровськ | 1 | 0 | 0 | 1 | 0−4  | 0 |